# Alexander Chrisopoulos
Alexander Chrisopoulos, egentligen Alexandros Chrissopoulos, född 20 juli 1939 i Thessaloniki, Grekland, död 30 mars 2010 i Vinberg-Ljungby församling, Hallands län, var en svensk-grekisk riksdagspolitiker (vänsterpartist).
Chrisopoulos växte upp i ett Grekland härjat av inbördeskrig. Han flyttade till Sveriges som arbetskraftinvandrare och tog jobb som truckförare i Göteborg där han också engagerade sig i facket. När Grekland 1967 drabbades av en militärkupp blev Chrisopoulos politisk flykting och han började engagera sig politiskt i den svenska vänsterrörelsen. När han 1979 invaldes i riksdagen var det som en av de första ledamöterna födda utanför Norden. Chrisopoulos var riksdagsledamot 1979–1991, invald i Göteborgs kommuns valkrets.
Som riksdagsledamot var Chrisopoulos ledamot i Kulturutskottet 1985–1991 samt suppleant i Arbetsmarknadsutskottet 1982–1987, Socialförsäkringsutskottet 1983–1985, Trafikutskottet 1982–1986, Näringsutskottet 1988–1990 och i Jordbruksutskottet 1989–1991.